# Zdeněk Horský
Zdeněk Horský (11. března 1929 v Praze – 8. května 1988 ve Dvoře Králové nad Labem) byl český astronom a historik.

## Životopis
Vystudoval filozofii a hudební vědu na filozofické fakultě Karlovy univerzity, ale také astronomii a matematiku na fakultě přírodovědecké. Dále se zabýval studiem historických vědeckých přístrojů. Spojení humanitních a exaktních věd určilo celou jeho další dráhu.
- 1956–1970 pracoval v Historickém ústavu ČSAV (Ústav čsl. a světových dějin ČSAV)
- 1970–1973 pracoval v Astronomické společnosti při ČSAV
- od roku 1973 byl pracovníkem Astronomického ústavu ČSAV

## Dílo
Od počátku se soustředil na dějiny vědy a astronomie. Zvláště se obracel k dílu Mikuláše Koperníka a k astronomii „rudolfínské epochy“ v 16. a 17. století, zastoupenou osobnostmi jako Johannes Kepler, Tycho Brahe a Tadeáš Hájek z Hájku.
Dále aplikoval archeoastronomický výzkum svým výkladem „makotřaské lokality“ z poloviny 4. tisíciletí př. n. l., vyložil „kosmologickou symboliku“ gotické architektury Karlova mostu v Praze. K cenným výsledkům jeho práce patří rovněž datace staroměstského orloje k roku 1410 a některé nové atribuce vědeckých přístrojů.
Množství dalších prací (mimo jiné komentovaný překlad základního Koperníkova díla De Revolutionibus Orbium Coelestium, který dosud v češtině chybí) zůstalo nedokončeno.
výběr
- Kepler v Praze. Mladá fronta, Praha, 1980
- Vesmír. Mladá Fronta, Praha 1983
- Pražský Orloj. Panorama, Praha 1988
- Koperník a české země: soubor studií o renesanční kosmologii a nové vědě. Pavel Mervart, Červený Kostelec 2011, ISBN 978-80-87378-87-8

## Ocenění
V roce 1996 byl na jeho počest pojmenován asteroid (3827) Zdenekhorský.